# Кунцен, Адольф
Адольф-Фридрих Кунцен (нем. Adolf-Friedrich Kuntzen, 26 июля 1889, Магдебург — 10 июля 1964, Нижняя Саксония) — немецкий военачальник, генерал танковых войск (1941), кавалер Рыцарского креста Железного креста (1940).

## Биография
10 марта 1909 года стал юнкером императорской армии, через год ему было присвоено звание лейтенанта.
В Первой мировой войне в составе лейб-гвардии воевал на Западном фронте. В 1917 году ему было присвоено звание ротмистра. Во время войны получил два Железного креста.
После войны — в рейхсвере.
1 марта 1938 года получил звание генерал-майора, 10 ноября 1938 года назначен командиром 3-й легкой дивизии в Котбусе. Командовал дивизией в ходе вторжения вермахта в Польшу. За боевые заслуги отмечен обеими застежками к Железному кресту.
После кампании руководил переформированием своего соединения в 8-ю танковую дивизию. 1 апреля 1940 года получил звание генерал-лейтенанта.
С мая 1940 года во главе 8-й танковой дивизии 41-го моторизованного корпуса генерала танковых войск Георга-Ханса Райнгардта сражался в Западной кампании. 3 июня 1940 года награждён Рыцарским крестом Железного креста.
В феврале 1941 года сдал командование дивизией, был выведен в резерв фюрера и вскоре назначен командующим 57-м армейским (моторизованным) корпусом. 1 апреля 1941 года повышен в звании до генерала танковых войск.
К началу войны против СССР его корпус в составе 3-й танковой группы Г. Гота сосредоточился в Сувалкском выступе и имел в подчинении 12-ю, 19-ю танковые и 18-ю моторизованную дивизии. С началом вторжения стремительно наступал в Беларуси, 57-й мотокорпус составил северный фас «Минского «котла». В июле—августе 1941 года вёл бои под Полоцком, затем участвовал в Смоленском сражении и наступлении на Москву. В середине ноября 1941 года по состоянию здоровья оставил пост командира корпуса. После выздоровления 12 января 1942 года вернулся в строй, но на непродолжительное время, и уже в конце января выведен в резерв фюрера.
1 апреля 1942 года назначен командиром 32-го командования особого назначения, которое входило в состав 15-й армии генерал-полковника Курта Хаазе. В конце мая 1942 года его командование было развернуто в 81-й армейский корпус. В течение двух лет находился на севере Франции, где его корпус выполнял оккупационные функции. В начале сентября 1944 года Кунтцен отказался от командования по состоянию здоровья, был переведен в резерв фюрера и больше не привлекался к руководству войсками.
31 декабря 1944 года окончательно уволен с действенной службы в запас.